# Edgar Katzenstein
Edgar Katzenstein (Lisbona, 26 novembre 1879 – Amburgo, 17 luglio 1953) è stato un canottiere tedesco.
Partecipò ai Giochi della II Olimpiade che si svolsero a Parigi nel 1900. Con la sua squadra, il Germania Ruder Club, prese parte alla gara di otto, dove giunse quarto.
Anche suo fratello Walther fece parte del Germania Ruder Club.